# Sambuca di Sicilia
Sambuca di Sicilia (Sammuca in siciliano) è un comune italiano di 5 227 abitanti del libero consorzio comunale di Agrigento in Sicilia.
Di origini arabe, per distinguerla dal comune omonimo toscano, nel 1864 venne aggiunto "Zabut" dal nome dell'antico castello così denominato dall'emiro Al Zabut; ma nel 1923 assunse la denominazione attuale.

## Geografia fisica

### Territorio
Adagiata su una collina, Sambuca di Sicilia dista 89 km da Agrigento e 78 km da Palermo, si trova nella Valle del Belice a 350 m s.l.m. Sambuca è circondata a nord-est da boschi e colline, tra le quali svetta la cima di Monte Adranone (889 m), il versante sud del Monte Genuardo, con i suoi 1180 m s.l.m. il Pizzo del Corvo e la Montagna Grande; a sud-ovest dalle valli del fiume Carboj e del torrente Rincione che formano il bacino artificiale del Lago Arancio.
Il territorio di Sambuca confina con i comuni di Contessa Entellina, Giuliana, Caltabellotta, Sciacca, Menfi e Santa Margherita di Belice e presenta un'enclave rappresentata da una parte del territorio di Bisacquino.
- Altitudine centro urbano: 350 m s.l.m.
- Altitudine minima territorio: 95 m s.l.m.
- Altitudine massima territorio: 1180 m s.l.m.
- Classificazione sismica: zona 2 (zona con pericolosità sismica media dove possono verificarsi terremoti abbastanza forti) Ordinanza del PCM n. 3519/2006[5]

### Clima
La costante di Sambuca di Sicilia è il clima di tipo Mediterraneo con temperatura media di 24–26 °C in luglio e agosto e con punte massime di 40–43 °C e con temperatura media di 10–12 °C in gennaio e febbraio e con punte minime di 0–2 °C. Il clima è caratterizzato da lunghe siccità estive e inverni miti e piovosi, con gelate sporadiche.
Classificazione climatica:
- Zona C[5]
- Clima di tipo CSA secondo la classificazione climatica di Köppen.[6]

## Origini del nome
L'origine di Sambuca è incerta, così come l'origine del nome è incerto. Le principali ipotesi per il nome sono: 
- Sambuca potrebbe essere il nome latinizzato di uno strumento musicale greco simile all'arpa, Σαμβύκη, sambýkē, che ricorda l'impianto del centro storico del paese e che è raffigurato sullo stemma del comune.
- Sambuca dalle piante di sambuco, diffuse in antichità nella valle del lago Arancio. In età antica l'area era abitata dai Sicani. Questi edificarono una città nell'altopiano di Adranon già nel IV secolo a.C. del quale rimane un sito archeologico e numerosi reperti di particolare valore.

## Storia

### Periodo arabo
L'odierna Sambuca fu fondata dagli Arabi intorno all'830, qualche anno dopo il loro sbarco in Sicilia e la chiamarono Zabuth (per ricordare l'omonimo emiro arabo Al-Zabut che aveva fatto erigere in quel luogo un castello) e la costruirono alle pendici del Monte Genuardo, tra il fiume Belice e il Sosio, a 350 metri s.l.m.
A nord il castello è protetto da muraglie merlate, con saettere, a sud, il Casale adiacente si snoda nel quartiere arabo. Sambuca conserva ancora le tracce di questa sua matrice islamica nel "quartiere arabo", costruito da un impianto urbano che si sviluppò attorno a sette "vicoli saraceni" (li setti vaneddi), trasformati in un museo vivente di storia arabo-sicula e nella fortezza di Mazzallakkar sulle sponde del lago Arancio che viene sommersa ogni qualvolta s'innalza il livello del Lago.

### Periodo normanno
Mantenne l'antico nome anche quando Guglielmo II, detto "Il Buono", donava alla chiesa di Monreale la "Chabuta seu Zabut", cioè la "Splendida ovvero Zabut". Nel 1185, infatti, viene indicato con la denominazione di Rahal-Zabuth che significa appunto "casale di Zabuth". Nello stesso anno il castello arabo viene ceduto alla famiglia Barberini di Monreale, che lo mantiene fino al 1570, anno in cui viene ceduto alla famiglia Beccadelli di Bologna.

### Periodo svevo
Zabut fu abitata da popolazione islamica fino al tredicesimo secolo fino a quando si ribellò alle operazioni di consolidamento imperiale ordinate da Federico II che costruì il Castello di Giuliana da usarsi come quartier generale per la soluzione della "questione saracena" in Sicilia. Zabut resistette per due anni. La resistenza fu stroncata nel 1225 e la strage fu totale.

### Periodo aragonese
La cittadina-fortezza di Zabut, dopo l'eccidio e la deportazione dei superstiti saraceni, fu lentamente ricostruita. Gli arabi convertitisi al cristianesimo per paura o per convinzione e i cristiani del vicino Casale di Adragnus convissero insieme pacificamente. Appare rilevante che Adragna è chiamata Casale, nel senso di borgata campestre, per un processo di decadenza, ormai inarrestabile, mentre Sambuca è definita con l'appellativo più prestigioso di Castello, che significa paesetto fortificato.
Il Casale di Adragnus fu distrutto nell'autunno del 1411, sul finire della lunga guerra di successione al Regno di Sicilia, la cui protagonista fu una donna, la regina Bianca di Navarra. Gli Adragnini si trasferirono così nella fortezza di Zabut, risparmiata alla distruzione per l'eroica resistenza opposta all'assedio dei seguaci del Barone di Modica, Bernardo Cabrera, e per l'imponenza delle sue fortificazioni.

### Periodo rinascimentale
Intorno al 1510, si ha notizia di una presenza ebraica nel territorio, a testimoniare che, ormai, Sambuca è un punto di attrazione consolidato. Significativa risulta anche la sua espansione edilizia. Viene, infatti, edificato palazzo Panitteri, quale torrione d'avamposto del castello di Zabut, che, nel secolo successivo, si troverà al centro dell'abitato.
Come attestano vari censimenti, Sambuca tende ad aumentare la sua popolazione e ad espandere il suo tessuto urbano. Il dato più significativo è fornito da Rocco Pirri, che, nel 1575, rileva 1427 abitazioni e 5 602 abitanti. Ferve l'attività edilizia e nascono iniziative associative, specie nell'ambito religioso.
Da baronia la Terra della Sambuca venne promossa con privilegio di Filippo II - Madrid 15 novembre 1570 - a Marchesato.

### Periodo barocco
Durante il Seicento Sambuca si accresce ancora verso la valle della collina su cui sorge e si va a creare un asse principale, la via del Corso, lungo il quale sorgono tutti gli edifici nobiliari e i luoghi di culto. In questo modo viene trasferito il centro cittadino, dalla zona araba verso il quadrilatero che accoglie la chiesa del Carmine, il monastero di Santa Caterina e i palazzi Ciaccio e Beccadelli.
Il marchesato della Sambuca, il 16 settembre 1666, passò, a causa di un matrimonio, ai Beccadelli di Bologna, assurti successivamente al rango di principi con il principato di Camporeale. Il titolo viene a tutt'oggi detenuto dagli eredi. Tra i principi marchesi della Sambuca, i più celebri furono Don Pietro (1695-1781) e il figlio Don Giuseppe (1726-1813).

### Periodo borbonico
Prosegue la crescita demografica di Sambuca. A metà del settecento Vito Amico calcola in 8892 il numero dei suoi abitanti.
La crescente importanza di Sambuca trova riscontro nel prestigio goduto dal suo rappresentante al Parlamento: nel 1707, il Marchese della Sambuca siede nel braccio Militare e, tra i 37 marchesi, occupa l'undicesimo posto.
Nel primo quarantennio dell'Ottocento continua lo svilimento del Castello di Zabut che nel 1819 è ridotto a carcere feudale, nel 1830 viene smembrato e saccheggiato da privati e nel 1837 demolito e sostituito da costruzioni insignificanti.
Da qui all'Unità, la vita di Sambuca appare prospera e vivace. Le campagne producono grano, vino, olio, mandorle e pistacchi, ma si raccolgono, sulle montagne, anche capperi e palma nana. Fervono anche le iniziative culturali. In quegli anni si formò una classe medio-borghese illuminata, che in Vincenzo Navarro (1800-1867) e nel figlio Emanuele Navarro della Miraglia (1838-1919), ebbe gli animatori più qualificati essendo ad un tempo letterati, poeti e patrioti. Il salotto letterario di questo piccolo centro dà origini a discussioni sull'arte e sulla letteratura: dal carteggio tra Navarro e Luigi Capuana sembra che qui sia nato il verismo.
Intorno al 1850 alcune famiglie borghesi di Sambuca costruiscono il teatro L'Idea.

### Periodo risorgimentale
L'accrescimento della popolazione determina l'allargamento e la ristrutturazione del tessuto urbano. Le positive conseguenze dell'unificazione italiana si visualizzano, a Sambuca, nel miglioramento dei collegamenti stradali e ferroviari. Nel 1870 viene aperta la rotabile Palermo-Chiusa-Sambuca-Sciacca. Nel 1875 via del Corso è prolungata di 117 metri. Si apre via Libertà, si crea una piazzetta e si ricava uno spazio su cui formare una villa. Contemporaneamente viene dato l'appalto per realizzare, in ghisa, le condutture esterne di acqua ed è introdotta l'illuminazione pubblica. Nel 1882 viene inaugurato il teatro comunale.

### Periodo fascista
Nel 1923 Mussolini cancellò Zabut dal nome e specificò Sambuca regionalmente aggiungendo "di Sicilia". Nel periodo fascista viene demolito il chiostro del monastero di santa Caterina, prospiciente via Mercato (oggi via Roma), per costruirvi una piazzetta, sulla quale, nel 1929, si inaugura un monumento ai caduti.

### Periodo repubblicano
Risale al 15 gennaio 1968 il terremoto del Belice, a causa del quale Sambuca subì moderati danni. Da quella data, oltre alle ricostruzioni del centro storico della città, fu costruita una nuova area abitata nella zona denominata Pìgnolo.
Negli anni ottanta Sambuca di Sicilia vive un fervente periodo. Risalgono a questo periodo i campionati mondiali di sci nautico, canoa e windsurf sul lago Arancio, la creazione del parco della Resinata, la fondazione di nuove cooperative che danno lavoro ai cittadini, il gemellaggio con la città statunitense di Winter Haven, Florida.
Tra gli artisti sambucesi del Novecento si ricordano i poeti Baldassare Gurrera e Pietro La Genga, e il pittore Gianbecchina, apprezzato dalla critica italiana e internazionale.
Nel 1992 viene restituito alla cittadinanza il teatro comunale L'Idea, restaurato dopo essere stato danneggiato dal terremoto. Sul finire del ventesimo secolo fu fondata la pinacoteca "Istituzione Gianbecchina", presso la sconsacrata chiesa di San Calogero, che ospita alcune delle opere del maestro siciliano donate al comune.
Nel 2013 fu istituito il museo archeologico "Palazzo Panitteri", che accoglie i reperti greco-punici provenienti dalla vicina area archeologica di monte Adranone.
Nel 2014 per la grande rilevanza artistica, culturale e storica, per l'armonia del tessuto urbano, la vivibilità e i servizi ai cittadini la cittadina è inclusa nel club de I borghi più belli d'Italia.
Sambuca di Sicilia ha partecipato al programma televisivo di Rai 2 Mezzogiorno in famiglia, nella stagione 2014/2015, affermandosi campione finale nella gara tra i comuni italiani partecipanti e vincendo uno scuolabus.
Il 27 marzo 2016, dopo quasi due mesi di votazioni online all'interno della trasmissione Rai Kilimangiaro, Sambuca di Sicilia è stata proclamata "Borgo dei Borghi", il più bello tra i borghi d'Italia..
Nel settembre 2017 aderisce al progetto "Le vie del Sambuco" con i comuni siciliani di Savoca e Troina.
Nel 2019 il comune ha iniziato a vendere 16 immobili a 1 euro; l'iniziativa ha avuto particolare successo grazie alla copertura mediatica della CNN, che ha attratto l'interesse anche dell'attrice statunitense Lorraine Bracco, la quale ha deciso di comprarne uno e utilizzarlo per la realizzazione di una serie televisiva con HGTV.

### Simboli
Lo stemma del comune di Sambuca di Sicilia è stato riconosciuto con decreto del capo del governo del 27 maggio 1929.
La sua blasonatura è: troncato d'azzurro e di rosso, ad un'arpa, attraversante, sormontata da una stella, il tutto d'oro; lo scudo racchiuso tra due ali con sopra una corona a sette punte e con in basso la scritta in latino "Volat ad aethera virtus" ("La virtù vola al cielo").
Il gonfalone è uno stendardo di colore azzurro e di forma rettangolare.
L'arpa è un'arma parlante poiché si ipotizza che il nome del paese sia derivato dalla sambuca, strumento musicale simile ad una piccola arpa. La stella simboleggia l'aspirazione a cose superiori o ad azioni sublimi.
La corona, a sette punte e cinque perle, che timbra lo scudo ricorda il marchesato della famiglia Beccadelli di Bologna, marchesi di Sambuca.

## Monumenti e luoghi d'interesse

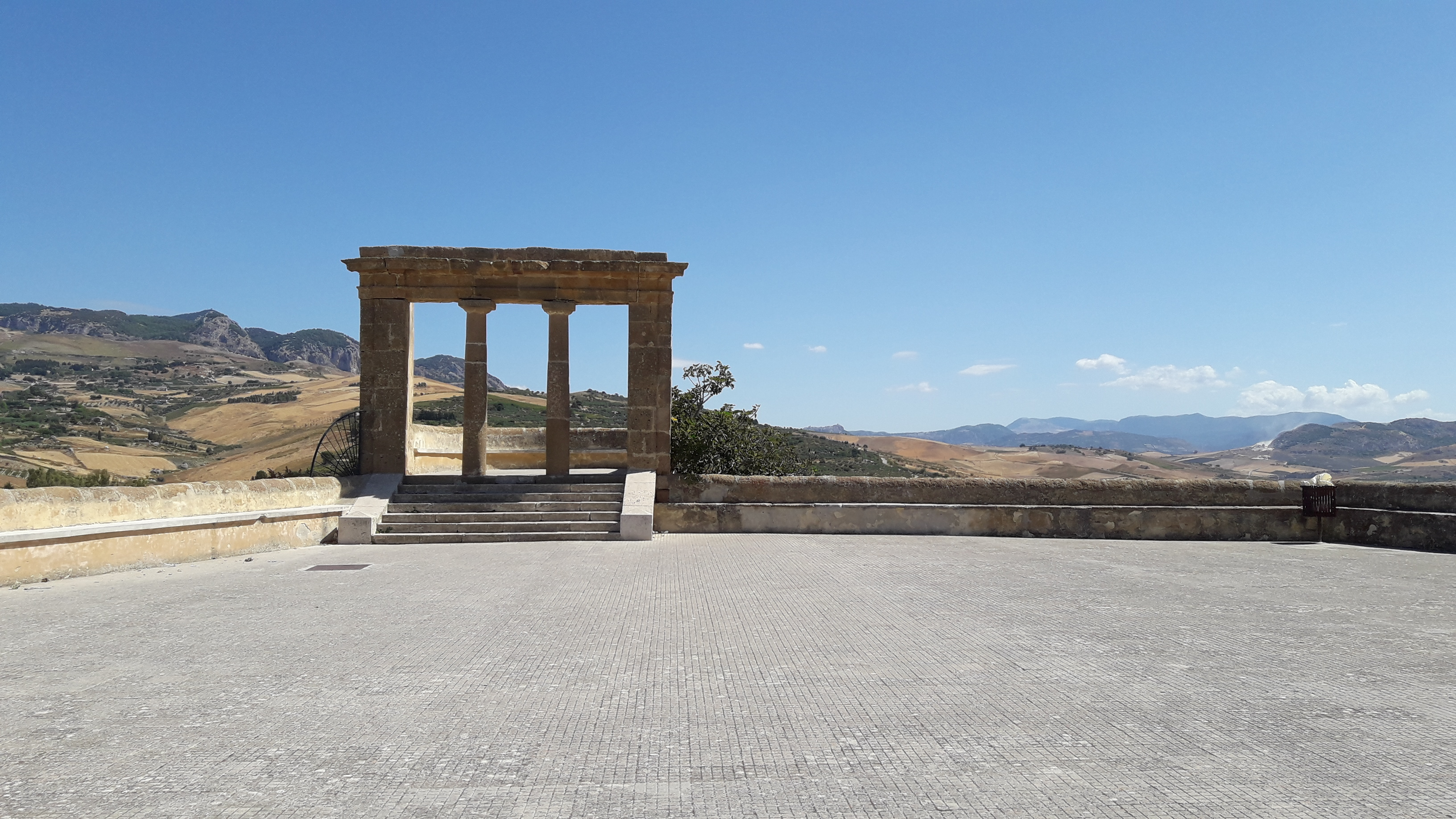
Il Belvedere

Tanti stili si sono intrecciati e di tante epoche Sambuca è testimone e conserva i segni. Sul monte Adranone sorge il complesso archeologico del IV secolo a.C. e l'antico casale arabo nell'area di villeggiatura. Facciate barocche e palazzi dell'Ottocento si mescolano ad un centro storico di origine araba le cui espressioni più vive sono li setti vaneddi (sette vicoli saraceni), la chiesa della Matrice e il terrazzo Belvedere, resti dell'antico castello dell'Emiro. Importanti anche il seicentesco palazzo Panitteri (nei pressi del Museo etno-antropologico), il palazzo dell'Arpa (sede del Municipio) e il palazzo Ciaccio, la chiesa del Carmine con la statua marmorea di scuola gaginiana della Madonna dell'Udienza, Patrona di Sambuca di Sicilia, e la chiesa di San Michele Arcangelo con il fercolo equestre in legno di San Giorgio che trafigge il drago. Segno di una popolazione attenta alla cultura è il teatro comunale L'Idea e l'Istituzione Gianbecchina.
Fuori dal centro storico, rimangono le antiche torri di Pandolfina e Cellaro e il fortino di Mazzallakkar del quale emergono le torri nei soli mesi estivi quando il livello del Lago Arancio si abbassa.

### Architetture religiose

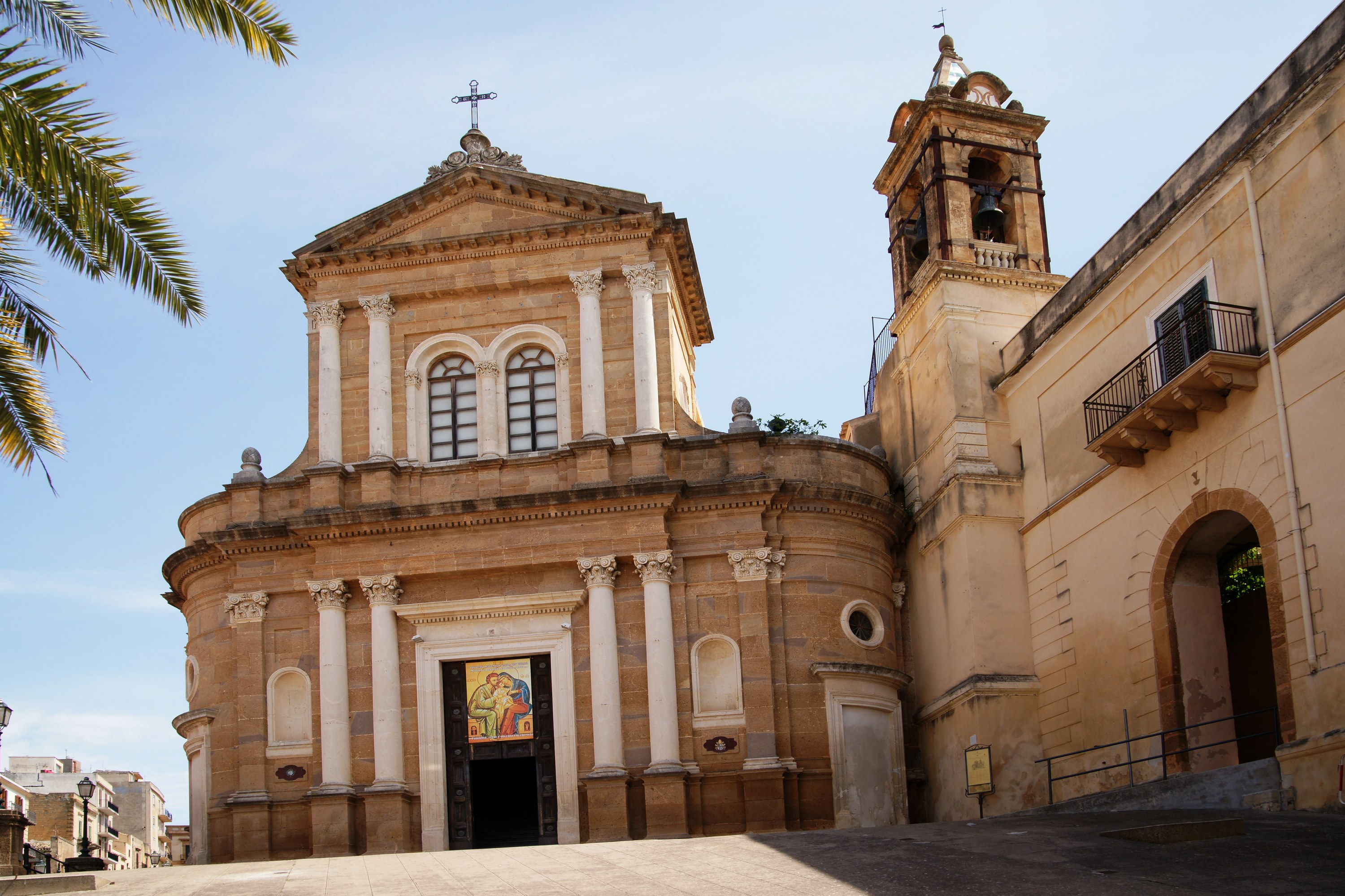
Santuario di Maria SS. dell'Udienza.

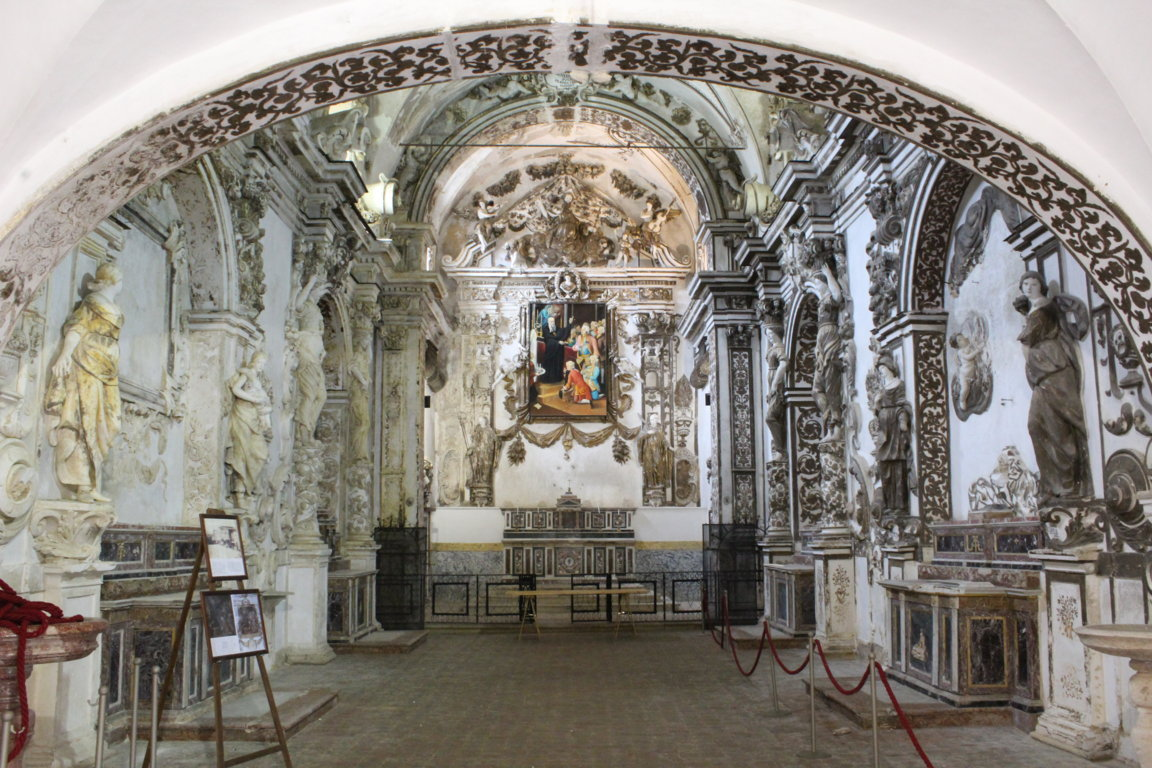
Chiesa di Santa Caterina, interno barocco.

- Santuario di Maria SS. dell'Udienza ed ex convento dell'Ordine carmelitano
- Chiesa della Matrice
- Chiesa di San Michele Arcangelo
- Chiesa del Rosario
- Chiesa della Madonna dei Vassalli
- Chiesa del Purgatorio
- Chiesa di Santa Caterina d'Alessandria e monastero dell'Ordine benedettino
- Chiesa della Concezione
- Chiesa di Gesù e Maria
- Chiesa di San Giuseppe
- Chiesa di San Calogero
- Chiesa di Santa Lucia
- Chiesa di Sant'Antonino
- Chiesa della Bammina
- Chiesa di San Giuseppe del Serrone
- Chiesa di San Giovanni Battista
- Convento dei Cappuccini
- Collegio di Maria
- Monastero di Santa Caterina d'Alessandria

### Architetture civili

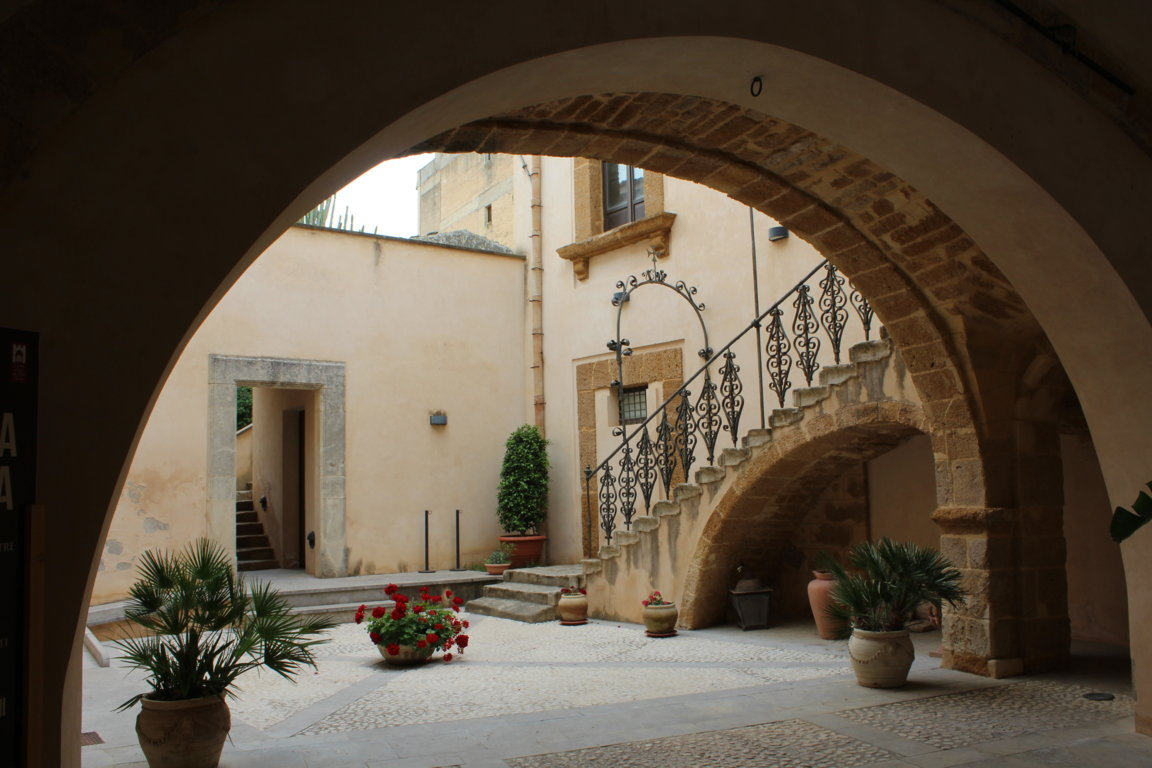
Cortile interno di Palazzo Panitteri

- Palazzo Panitteri - Il palazzo Panitteri fu inizialmente un fortino addossato alle mura che circondavano la città araba di Sambuca. Successivamente fu abitazione di vari prelati, tra i quali, il Ciandro, Don Giuseppe Maria Panitteri, da cui il palazzo prese il nome. Oggi il secentesco palazzo è di proprietà del comune ed ospita l'ammirevole museo archeologico "Palazzo Panitteri" che accoglie i reperti dell'insediamento greco-punico di Monte Adranone. Inoltre sono presenti anche una sala conferenze, la Taberna, sala attrezzata con cucina per degustazioni e manifestazioni enogastronomiche, ideata da Strade del vino "Terre Sicane", la mostra dei vini del territorio belicino, un cortile interno con la scala di stile catalano che conduce al museo e un giardino interno con le piante ornamentali mediterranee.
- Palazzo dell'Arpa - Oggi il palazzo dell'Arpa è sede del municipio.

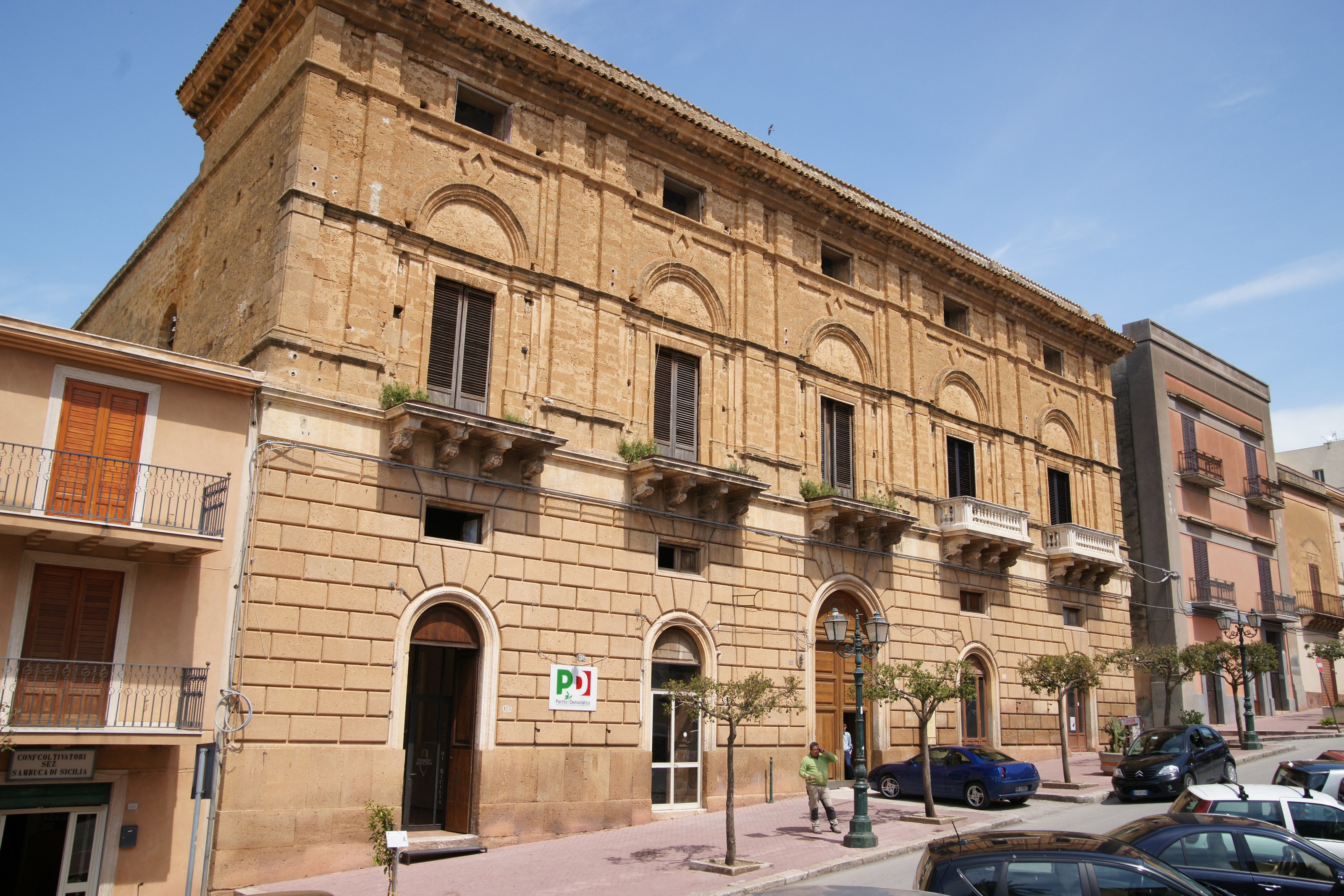
Palazzo Ciaccio

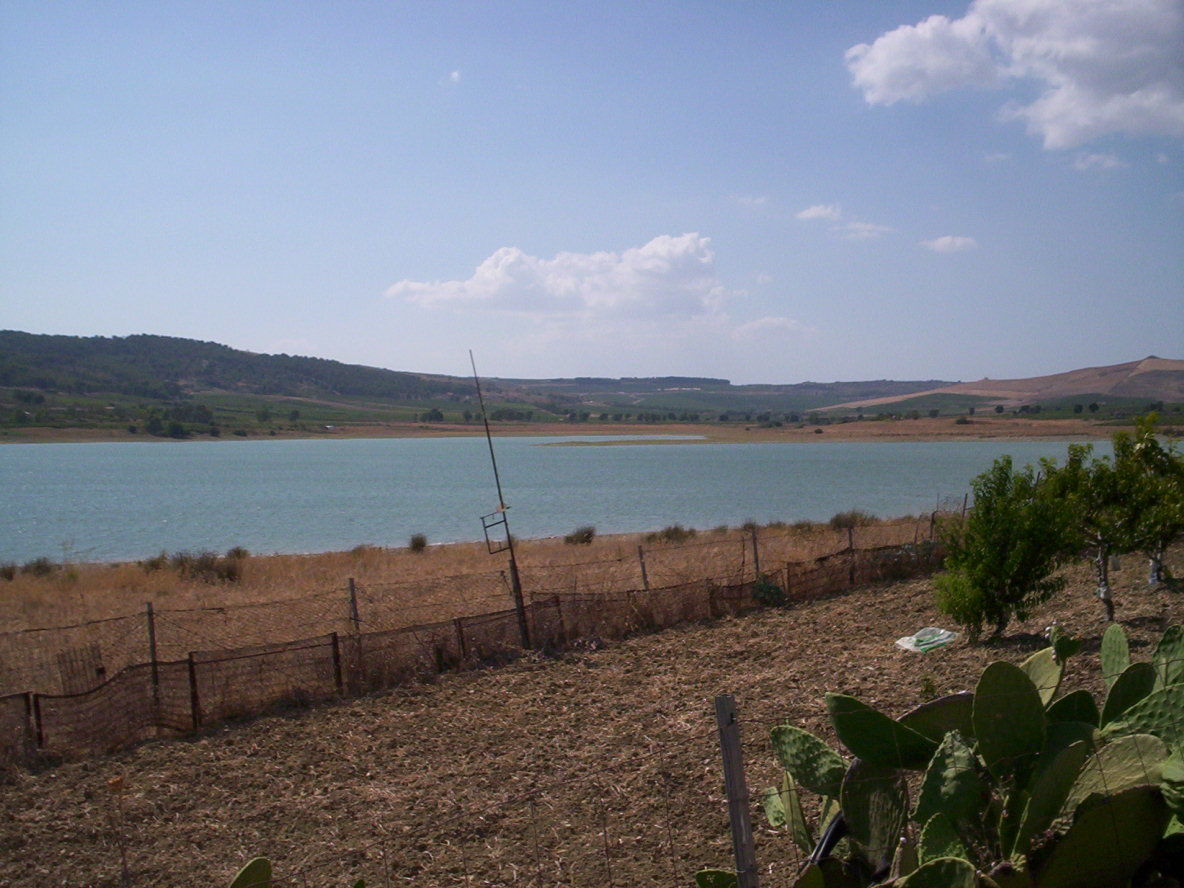
Riva del lago Arancio

- Palazzo Ciaccio
- Ex ospedale "Pietro Caruso"
- Palazzo Beccadelli
- Palazzo Catalanotto
- Palazzo Fiore
- Ex orfanotrofio
- Antico acquedotto

### Parchi
- Area attrezzata del bosco della Resinata
- Area attrezzata del bosco del Pomo

### Torri e fortini
- Torre di Cellaro
- Il fortino di Mazzallakkar, costruito dagli arabi, si trova a ridosso delle acque del lago Arancio, nella zona dei Mulini, chiamata così per la presenza di diversi mulini funzionanti grazie alle acque di Rincione, tra la collina Castellazzo e la Torre Cellaro che si estende nella parte bassa del territorio di Sambuca di Sicilia. La sua costruzione fu realizzata nello stesso periodo in cui gli Arabi stavano fondando Zabut (Sambuca) e cioè successivo all'830. Il fortino ha una forma quadrangolare; in ogni angolo si eleva un torrione di forma circolare, coperto da una cupoletta in pietra calcarea con un ornato cuspidale che forse fu una fiamma o una mezzaluna. I torrioni sono dotati di feritoie e l'altezza delle mura raggiunge circa 4 metri. Fino agli anni '50, anche se adibito al ricovero di greggi e armenti, il fortino si trovava in ottime condizioni. In seguito alla costruzione della diga Carboj resta sommerso parzialmente dalle acque del Lago Arancio per almeno sei mesi all'anno. Le escursioni termiche e le depressioni idro-geologiche stanno distruggendo irrimediabilmente questo capolavoro storico e architettonico, unico in tutta la Sicilia.
- Torre di Pandolfina

## Società

### Evoluzione demografica
Abitanti censiti

## Cultura

### Biblioteche
La biblioteca comunale "Vincenzo Navarro", sita in via Pietro Caruso numero 1 e intitolata al medico e letterato sambucese dell'Ottocento, fa parte del polo Servizio Bibliotecario Nazionale di Agrigento. La biblioteca contiene numerosi volumi locali e internazionali.

### Teatri

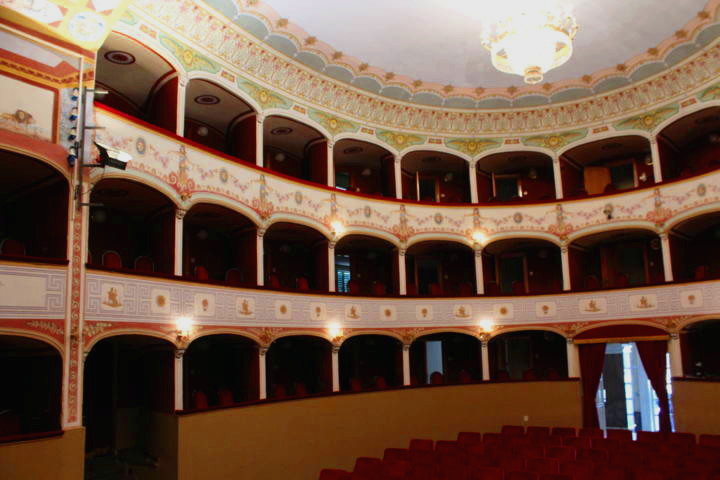
Teatro comunale L'Idea

Il teatro comunale L'Idea, sito nel Corso Umberto I al civico 22, quasi di fronte alla villetta comunale, fu costruito fra il 1848 e il 1851, da un gruppo di borghesi sambucesi amanti dell'arte. La struttura architettonica e lo stile ricalcano grandi teatri come il Bellini di Catania, il Politeama di Palermo, il Pirandello di Agrigento. Sul finire dell'Ottocento, restaurato e decorato in stile liberty dal pittore Domenico Ferrara, ritornò alla pubblica fruizione, ospitando importanti compagnie teatrali e celebri attori. Danneggiato gravemente dal terremoto del gennaio 1968, nel 1993, fu definitivamente restaurato e restituito ai cittadini sambucesi. Il teatro può ospitare circa duecentocinquanta persone. Oggi il teatro è gestito da un consiglio d'amministrazione, nomitato dall'amministrazione comunale, che ogni anno organizza stagioni teatrali con attori di livello nazionale. Altresì il teatro svolge importanti funzioni socio-culturali come centro di preparazione e formazione teatrale e musicale e come struttura ricettiva di convegni e attività culturali aperte a tutte le espressioni.

### Musei
Il museo archeologico "Palazzo Panitteri" è stato inaugurato nel 2013 e raccoglie pregiati reperti provenienti dal sito archeologico di Monte Adranone. Emblema del museo è la Demetra dalle Belle Chiome. Tra i reperti è possibile osservare cinture bronzee, strigili, suppellettili, vasi di ceramica attica e vasi di origini puniche, colonne e capitelli dorici e ionici, e molto altro ancora. Il percorso espositivo si estende tra le stanze del secentesco Palazzo Panitteri, appartenuto a importanti famiglie sambucesi, che presenta un caratteristico cortile con scala catalana e un giardino con piante ornamentali mediterranee.

Le sculture tessili di Sylvie Clavel

Il museo delle sculture tessili di Sylvie Clavel, sito nelle stanze dell'ex monastero di Santa Caterina, ospita le opere dell'artista francese, imperniate sul nodo e l'intreccio di fibre vegetali, offrono la possibilità di esplorare la dimensione psicofisica dell'essere, con risultati unici nel panorama artistico europeo.
La pinacoteca "Istituzione Gianbecchina", sorta nel dicembre 1997 espone alcune opere donate dal maestro Gianbecchina alla sua città natale. Oli su tela, acquarelli, schizzi, acqueforti che coprono un arco di tempo dal 1924 al 1996 e illustrano il prestigioso cammino dell'artista, che evidenzia l'anima e le tinte cromatiche della Sicilia. Essa rappresenta per Sambuca un laboratorio permanente in cui nascono e maturano progetti tra arte e cultura, tra valorizzazione delle potenzialità del territorio e promozione del turismo.

### Editoria
La intensa attività culturale che trova radici nell'Ottocento è proseguita anche nel Novecento con la pubblicazione di un mensile, La Voce di Sambuca, fondato da Alfonso Di Giovanna e diretto da Licia Cardillo Di Prima. Il primo numero è uscito nell'ottobre del 1958. A dicembre 2008, anno del 50º anniversario, sono stati pubblicati ben 422 numeri, per 4.000 pagine, e oltre 20.000 articoli.

### Feste religiose

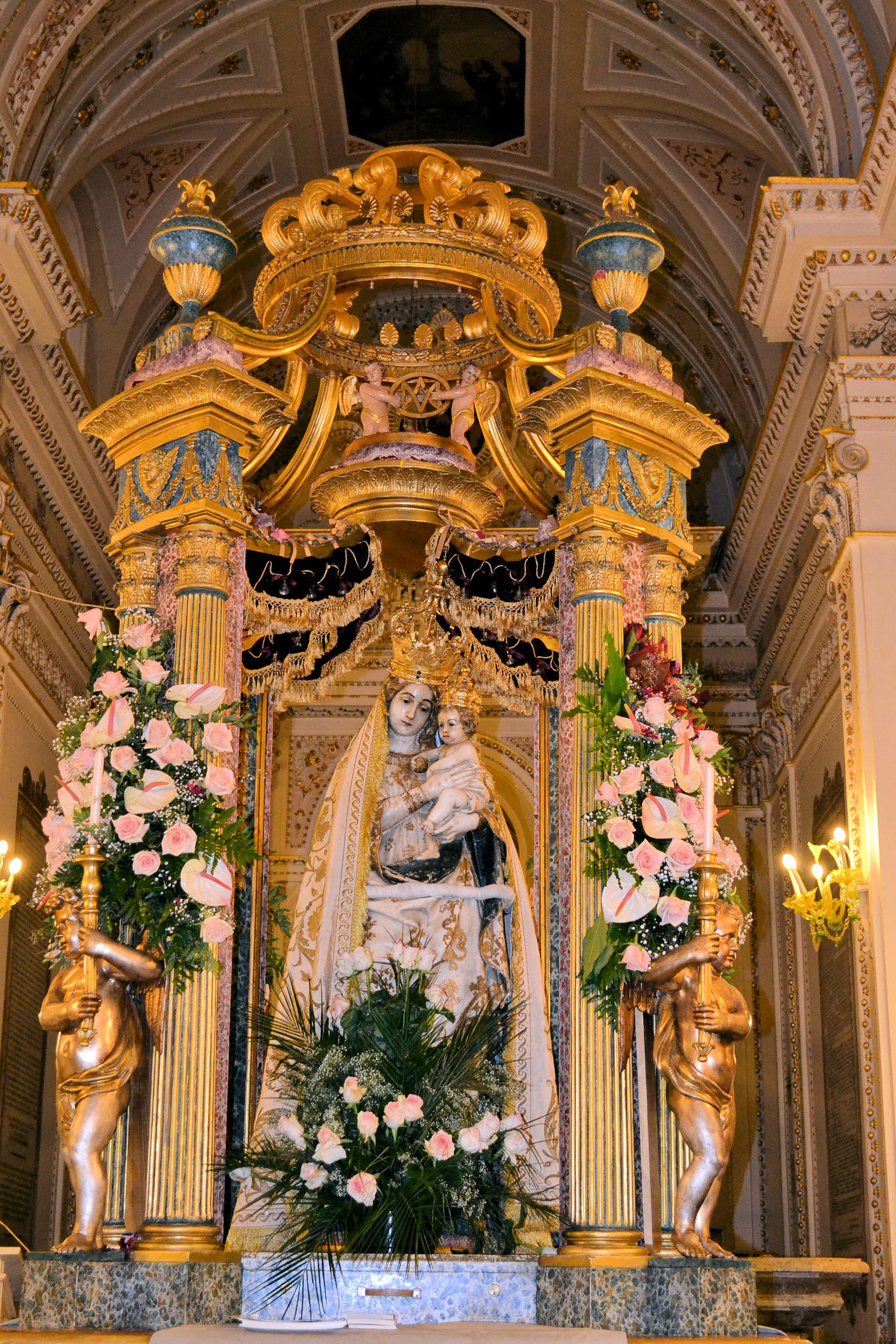
Simulacro di Maria SS. dell'Udienza, portata in processione dai fedeli per i quartieri di Sambuca la notte di ogni terza domenica di maggio

La terza domenica di maggio si festeggia Maria Santissima dell'Udienza, patrona di Sambuca di Sicilia, con una processione cinquecentenaria che passa per le principali vie del centro storico tutta la notte. Inoltre, ogni cinque anni viene effettuata nel mese di agosto un'altra processione in onore della Madonna dell'Udienza, che viene portata nel quartiere del Trasferimento. Invece, ogni dieci anni, nel martedì successivo alla terza domenica di maggio, Maria SS. dell'Udienza viene portata in processione per le vie del paese, in un percorso diverso, per una seconda volta, soffermandosi durante questo viaggio soprattutto nel quartiere dell'Infermeria, in cui la Madonna passò per la prima volta durante la peste.
Il 23 aprile si festeggia san Giorgio martire, compatrono di Sambuca che benedice i campi e tutte le famiglie del piccolo comune. Caratteristica è la zabbinata offerta dai casari del luogo.
Il Venerdì Santo si tiene la processione del Cristo Morto seguito dalla statua lignea di Maria SS. Addolorata; la successiva domenica di Pasqua alle 12:00 in piazza si celebra l'incontro di Cristo Risorto con la Madonna e San Michele Arcangelo.
Altre processioni sono quelle di san Giuseppe il 19 marzo, San Giuseppe del Serrone l'ultima domenica di agosto, Maria Santissima Bammina l'8 settembre in contrada Adragna, santa Lucia il 13 dicembre.
Altra ricorrenza religiosa, ma da pochi anni priva di processione, è la festa di Maria SS. dei Vassalli, che si celebra il 5 agosto nell'omonima chiesa. Per l'occasione viene distribuita la "pasta con le fave secche" chiamata "Virgineddi".
Il 13 giugno in onore di sant'Antonino e il 21 settembre tradizionalmente si tiene la fiera degli animali.

## Economia
L'economia della zona è principalmente a carattere agricolo-pastorale. Importante è la produzione di olio con l'autoctona Oliva Nocellara del Belice (DOP).
Inoltre vi sono numerosi allevamenti di ovini che contribuiscono alla produzione di prodotti caseari locali, tra i quali la Vastedda della Valle del Belice DOP.

Gole della Tardàra

È da ricordare la pasticceria locale, famosa per vari dolci: la Minna di virgini, prodotto agroalimentare tradizionale, i dolci di mandorle, i cucciddata, le cassatedde.
Le attività turistiche sono moderatamente sviluppate, il comune è associato al club de I borghi più belli d'Italia. In seguito alla partecipazione al programma di Rai 3 Kilimangiaro - Il Borgo dei Borghi è stata proclamata "Borgo dei Borghi 2016".
Il vino, tipico il Sambuca di Sicilia DOC, è la principale risorsa dell'economia locale, viene prodotto in numerose cantine ed esportato. Il comune fa parte dell'Associazione Nazionale Città del Vino, dell'Unione dei comuni Terre Sicane, del distretto turistico regionale “Vini & Sapori di Sicilia” e dell'Associazione Città del Bio - Cultura del territorio.

## Amministrazione

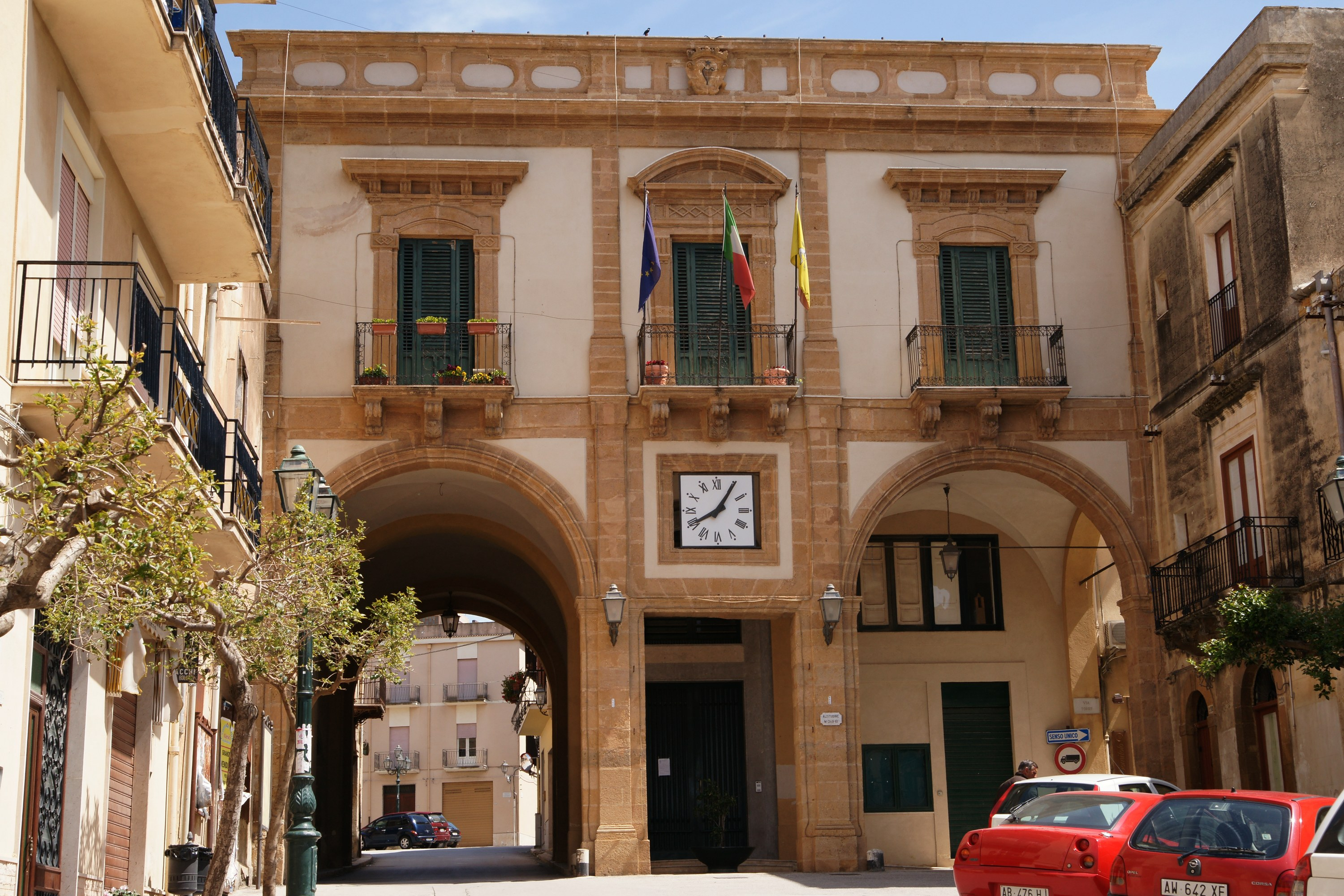
Palazzo dell'Arpa, sede del Municipio

Di seguito è presentata una tabella relativa alle amministrazioni che si sono succedute in questo comune.
| Periodo         | Periodo        | Primo cittadino     | Partito                            | Carica  | Note   |
| --------------- | -------------- | ------------------- | ---------------------------------- | ------- | ------ |
| 7 febbraio 1987 | 12 giugno 1990 | Alfonso Di Giovanna | Partito Comunista Italiano         | Sindaco | [ 24 ] |
| 12 giugno 1990  | 1º marzo 1993  | Martino Maggio      | Partito Socialista Italiano        | Sindaco | [ 24 ] |
| 18 marzo 1993   | 11 marzo 1994  | Giuseppe Montalbano | Partito Democratico della Sinistra | Sindaco | [ 24 ] |
| 18 giugno 1994  | 25 maggio 1998 | Olivia Maggio       | Partito Democratico della Sinistra | Sindaco | [ 24 ] |
| 25 maggio 1998  | 27 maggio 2003 | Olivia Maggio       | Partito Democratico della Sinistra | Sindaco | [ 24 ] |
| 27 maggio 2003  | 17 giugno 2008 | Martino Maggio      | centro-sinistra                    | Sindaco | [ 24 ] |
| 17 giugno 2008  | 11 giugno 2013 | Martino Maggio      | centro-sinistra                    | Sindaco | [ 24 ] |
| 11 giugno 2013  | 11 giugno 2018 | Leonardo Ciaccio    | centro-sinistra                    | Sindaco | [ 24 ] |
| 11 giugno 2018  | 29 maggio 2023 | Leonardo Ciaccio    | centro-sinistra                    | Sindaco | [ 24 ] |
| 29 maggio 2023  | 27 giugno 2025 | Giuseppe Cacioppo   | centro-sinistra                    | Sindaco | [ 24 ] |

### Gemellaggi
Sambuca di Sicilia è gemellata con:
- Winter Haven, USA, dal 1984, in occasione dei mondiali di sci nautico tenutisi sul lago Arancio. Entrambe le città sono infatti legate a questo sport.

### Altre informazioni amministrative
Il comune di Sambuca di Sicilia fa parte delle seguenti organizzazioni sovracomunali: regione agraria n.2 (Colline del Carboj).

## Infrastrutture e trasporti
Il Comune è interessato dalla Strada statale 188 Centro Occidentale Sicula e dalla Strada Provinciale 69.